# Chrysotoxum
Genre
Chrysotoxum est un genre d'insectes diptères brachycères de la famille des syrphidés (ou syrphes).

## Liste d'espèces rencontrées en Europe
Selon Fauna Europaea (5 mars 2023) :
- Chrysotoxum bicinctum
- Chrysotoxum cautum
- Chrysotoxum cisalpinum
- Chrysotoxum elegans
- Chrysotoxum fasciatum
- Chrysotoxum fasciolatum
- Chrysotoxum festivum
- Chrysotoxum gracile
- Chrysotoxum impressum
- Chrysotoxum intermedium
- Chrysotoxum latifasciatum
- Chrysotoxum lessonae
- Chrysotoxum lineare
- Chrysotoxum octomaculatum
- Chrysotoxum parmense
- Chrysotoxum rhodopense
- Chrysotoxum sackeni
- Chrysotoxum triarcuatum
- Chrysotoxum vernale
- Chrysotoxum verralli